# برییف
برییف (مجتمع علمی، فنی و مهندسی ترابری هوایی برییف تاگنروگ (به روسی: Таганрогский авиационный научно-технический комплекс им. Г. М. Бериева))، پیش‌تر دفتر طراحی برییف (به انگلیسی: Beriev Design Bureau)، یک شرکت تولیدکننده هواپیما روسی با تخصص در هواپیماهای آبی خاکی است.